# 馬薩雷區
馬薩雷區是阿塞拜疆的一個區，位於該國東南部，東臨裡海的克孜勒阿加奇灣。面積約720平方公里，人口184,900人。首府馬薩雷。
1930年建區。